# レオン・クリエ
レオン・クリエ（Léon Krier、1946年4月7日 - 2025年6月17日）は、ルクセンブルクの建築家、建築理論家、都市計画家である。建築モダニズムの著名な批評家であり、新伝統建築と新都市主義の擁護者。国際的な建築と計画の実践を、執筆と教育と組み合わせている。イギリスのドーセットにあるパウンドベリーのマスタープランで著名。兄は建築家ロブ・クリエ。

## 経歴・人物

### 建築家・都市計画家として

2017年10月27日、パウンドベリーのメイン広場で、チャールズ3世（当時皇太子）はクリエによって設計された台座が亡くなったエリザベス王太后に敬意を表して像を発表。

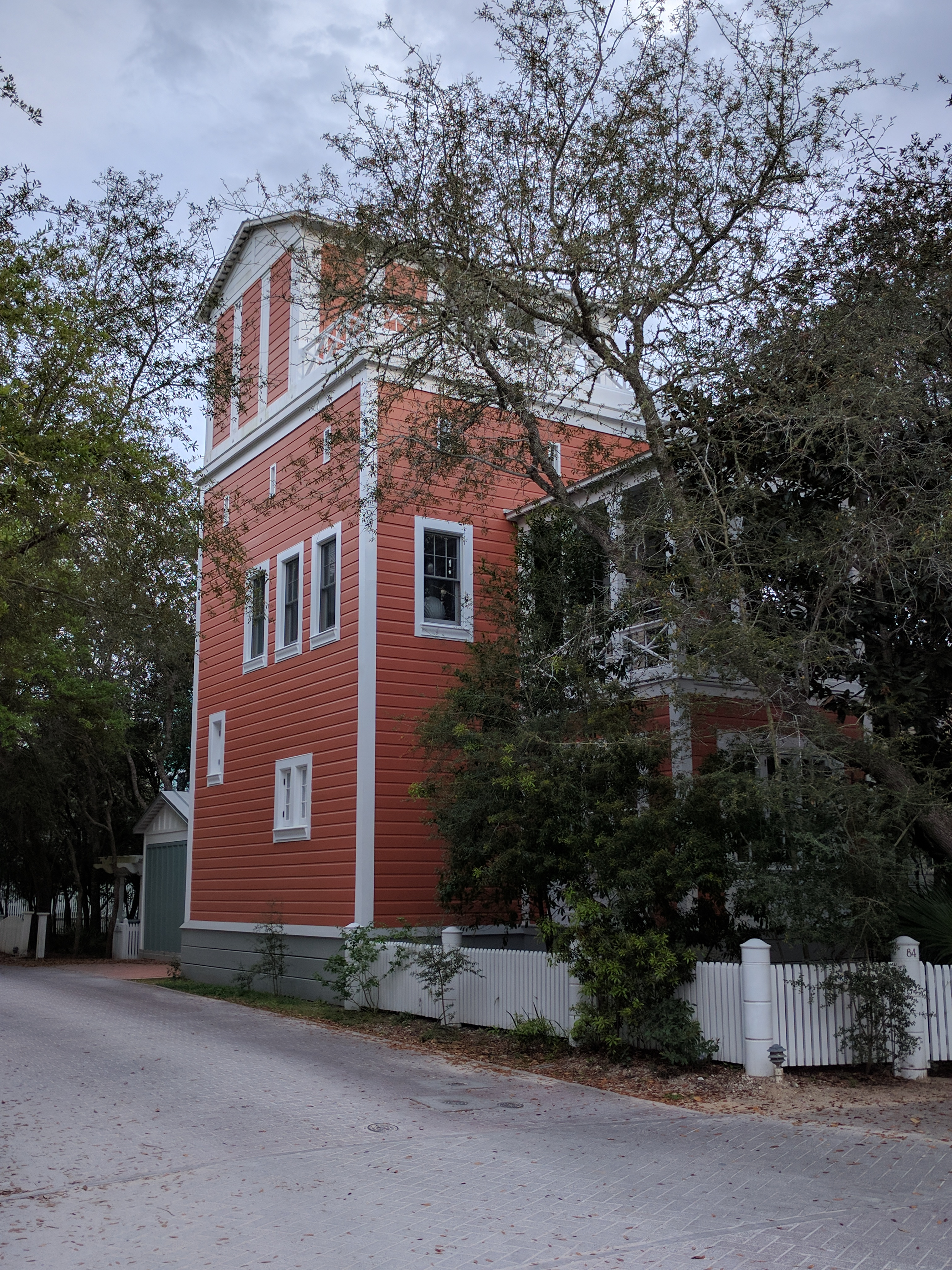
1980年代後半に設計されたフロリダ州シーサイドのクリエハウス

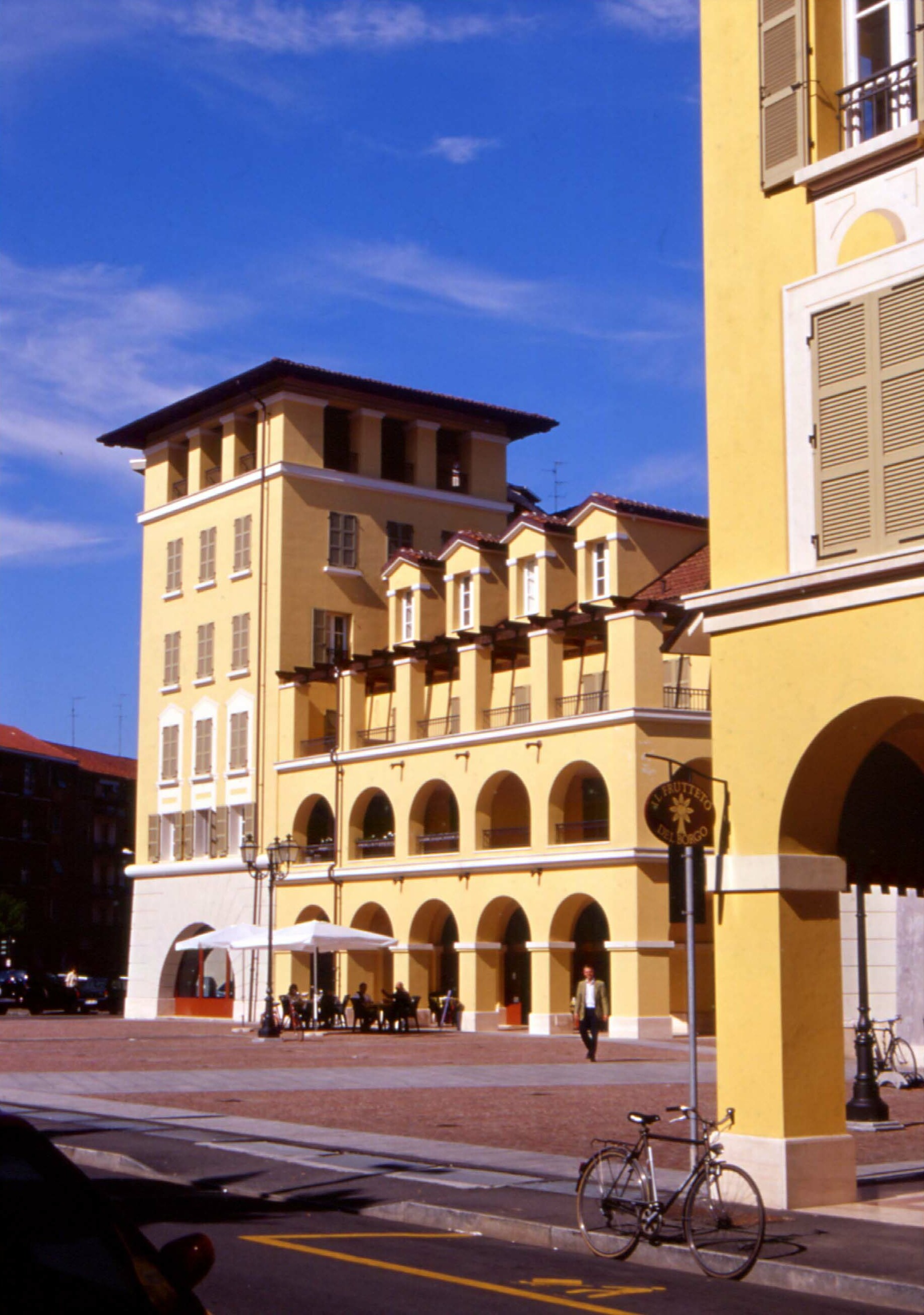
イタリア、アレッサンドリアのチッタ・ヌオーヴァ

クリエは1968年、ドイツ・シュトゥットガルト大学での建築学を放棄し、わずか1年でイギリスのロンドンにある建築家ジェームズ・スターリングの事務所で働きはじめる。スターリング社で4年間働いた後、ベルリンのジョセフ・ポール・クライウエス社で2年間修業後、イギリスで20年間建築協会と王立芸術大学で実践と教育に従事。この時期のクリエの発言：「私はひとりの建築家、なぜなら私のはビルではないから」 は、彼の妥協のない反近代主義的態度の有名な表現となる。1970年代後半以降、彼は最も影響力のある現代の伝統的な建築家およびプランナーの1人に。彼は建築モダニズムの最初で最も著名な批評家の1人でもあり、主にその機能的なゾーニングとその後の郊外主義により、伝統的なヨーロッパの都市モデルの再構築と多中心都市モデルに基づくその成長を訴えている。
彼のアイデアは、アメリカとヨーロッパの両方で、ニューアーバニズム運動に大きな影響を与えてきた。それらの最も完全な編集物は、著書The Architecture of Communityに掲載されている。
彼は、コーンウォール公領とチャールズ3世（当時皇太子）のため英国ドーチェスターへの都市拡張となるパウンドベリーの開発のためのマスタープランと継続的監修で最もよく知られている。他には、グアテマラシティで4つの新しい都市地区の延長であるパセオカヤラの彼のマスタープランなど。1976年から2016年まで、クリエはプリンストン大学、イエール大学 、バージニア大学、コーネル大学 、ノートルダム大学の客員教授を務める。1987-90年からはシカゴのSOMAI、スキッドモア、オウイングス＆メリル建築研究所の初代所長を務め、1990年以来、クリエはValli e Valli-Assa Abloy およびイタリアの家具会社Giorgetti 工業デザイナーを務めてきた。 2003年、クリエはDriehaus Architecture Prizeの最初の受賞者となる。 
クリエは、都市計画プロジェクトで建築コンサルタントを務めているほかは、個人的に選択した建物のみを設計している。彼の最もよく知られている実現の中には、1980年のヴェネツィアビエンナーレのファサード、米国フロリダ州シーサイドのリゾートビレッジにあるクリエハウス（マスタープランについてもアドバイス）のほか、ポルトガル、サントラのサン・ミゲル・オドリーニャス考古学博物館 。フロリダの ウィンザービレッジホール、ホルヘ・M・ペレス建築センター、マイアミ大学建築学校（マイアミ、フロリダ） イタリアのアレッサンドリアにある新しいネイバーフッドセンター・チッタヌオーヴァなど。
実際の実務（ビーレフェルト における、大学のプロジェクト初期のモダニズムの合理主義的アプローチからのシフト1968）や形式および技術両方による ヴァナキュラー建築 古典的なアプローチに向けて、よく古典建築の保全と伝統的な「ヨーロッパの街」のモデル、作品の精査の再構築のために著名であるが、伝統的なヨーロッパの都市の再建に向けた運動態度の大きな転換点を示したプロジェクトは、彼の故郷であるルクセンブルグ （1978年）の「再建」のための計画（未実現）であり、都市の近代主義的再開発への対応で、彼は後に、兄ロブによって建築的に設計されることになっていたルクセンブルクの新しいシテジュディシアーレ（1990-2008）マスタープランを立案した 。
1990年に招待された9人の専門家のうち、彼はドレスデンのイニシアチブをサポートして歴史的な建造物ドレスデンフラウエン教会とヒストリッシェノイマルクト地区を支援した唯一の人物であり、2007年には強力な専門的および政治的反対に反対する歴史的な「Hühnermarkt」エリアであったフランクフルトアルトシュタットフォーラムに市民イニシアチブの再建に成功した。
クリエは理論を西洋世界の多くの都市の大規模で詳細な計画に適用した。主なものに未実現の計画キングストンアポンハル （1977）、ローマ （1977）、ルクセンブルク （1978）スプロール修理とタウンセンター修理に焦点を当てた最も包括的なマスタープラン、西ベルリン （1977–83）、ブレーメン （1978-1980）、ストックホルム （1981）、ポインノルド、ミュンヘン （1983）、2000年までのワシントンDC （1984）までの完成のためのマスタープランヨーク;知識人や芸術家にとって理想的な古典的な町、アトランティス、テネリフェ（1987）。また、エリアフィアット、イタリアのノボリ（1993）やコルビアンカルーマニア （2007）などの開発者や、劣化したローマ郊外のトーアベラモナカ（2010）などがあり、行政機関から委託された新しい町のプロジェクトでも イタリア、リミニ、カットーリカの地方自治体地域の長期再開発政策計画（2017）  および英国ヨークシャー、フィッツウィリアムエステートのハイマルトンマスタープランの計画（2014年）と、廃止されたフォーリーウォーターサイドの再開発発電所 許可段階にあるイギリスのサウサンプトン（2017）など。その後、ほぼ完成したが彼の指示なしで事業は進められた、Knokke、Heulebrug Belgium 計画（1998）のような構築された開発とニューキー成長地域（2002-2006）のマスタープラン（コーンウォール、英国）は辞職後アダム・アソシエイツによって継続された。そして、彼が現在までかかわりを継続している事業に、パウンドベリードーセット（1988年以降）、グアテマラシティの パセオカヤラ （2003年以降）;エルソコロ、グアテマラシティの 2つの新しい都市地区（2018年以降）とメキシコのサンミゲルデアジェンデ近くの新しい町、ヘレンシアデアジェンデ（2018年以降）などがある。

### 死去
2025年6月17日、スペインのマヨルカ島で死去。79歳没。

## 街の規模

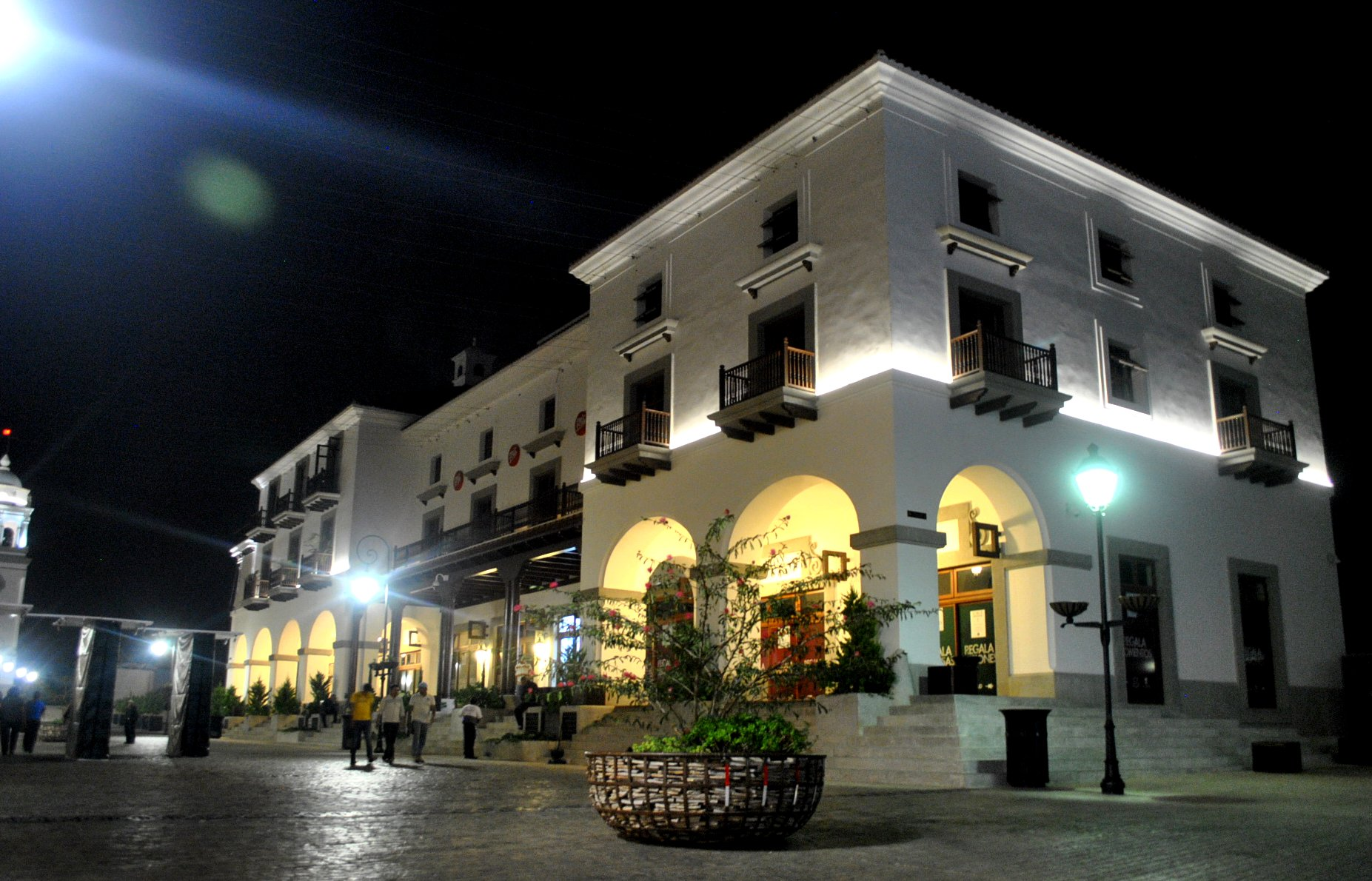
CiudadCayalá、グアテマラシティ、グアテマラ 、LéonKrier作

クリエは、ハインリッヒ・テッセノウの見解に同意し、一方では都市の経済的および文化的富と他方ではその人口の制限との間に厳密な関係があると述べた。しかし、これは単なる仮説の問題ではなく、歴史的な事実であると彼は主張。都市とその地区の測定値と幾何学的構成は、単なる偶然または偶然の結果ではなく、単に経済的必要性の結果ではなく、美的で技術的なだけでもなく、立法的で倫理的な文明秩序を表しているとする。
クリエは、「 パリ全体が産業化以前の都市であり、今でも機能しています。適応性が非常に高いため、20世紀の創造物には決してならないでしょう。ミルトンケインズのような都市は、数学的に決定された社会経済プロジェクトとして計画されているため、経済危機やその他の種類の危機を乗り切ることはできません。そのモデルが崩壊すると、都市はそれとともに崩壊するでしょう。」と述べる。したがって、クリエは現代のモダニズムの都市に反対するだけでなく（実際、ロサンゼルスや米国のような場所は都市ではないと主張している）、都市の成長における巨大化傾向に反対している。19世紀を通じて、経済、政治、文化の力が集中した結果に対応して、クリエは、33ヘクタール (82エーカー)を超えない自給自足の混合利用地区の、機械規模ではなく、水平方向および垂直方向の人間規模によって決定される多中心決済モデルに基づいて、ヨーロッパの都市の再建を提案（徒歩10分で渡ることが可能）3〜5階または100段の建物の高さ（快適に歩くことが可能）、単なる行政境界ではない、徒歩、乗馬、運転が可能な大通り、トラック、公園による方法を提案。その後都市は、確立された都市のコアの水平方向または垂直方向の過度の拡張ではなく、独立した都市地区の増殖によって成長するとした。

## 都市の発展について
クリエはいくつかのエッセイを書いている。多くは、Architectural Designジャーナルで最初に公開されたもので、モダニズムの都市計画と、都市をシングルユースゾーンのシステム（住宅、ショッピング、産業、レジャーなど）に分割するという原則に反しているとしている。結果として生じる郊外、通勤など 確かに、クリエは、モダニズムの計画者を、必要以上にイデオロギーによって支配される有害な巨大構造規模を課す暴力的な人物と見なしている。 
クリエは彼の批判を呼び起こし、一連のドローイングと教訓的な注釈付き図の形で概念を正確に指摘。教訓的な注釈付きドローイングは、多くの場合自分の手書きで、最終的に自著『建築のための図面』に収集された。RES PUBLICA + RES PRIVATE。そこで彼は、民家の建物と用途で作られた基本的な都市構造を、地方特有のデザインの対象として、そして特別な公共および制度的建物を、古典建築の対象として、特別な場所、広場、主要な眺望の中心に位置していると考えている。 

## 建築と都市について

ヴィレッジホール 、フロリダ州ウィンザー、1997年、レオンクリエ作

クリエの著作の背後にある原則は、建築と都市の合理的な基礎を説明することであり、「シンボルの言語では、誤解はあり得ない」と述べている。つまり、クリエにとって、建物には合理的な秩序とタイプがあるという。家、宮殿、寺院、鐘楼、教会。屋根、柱、窓など、「名前付きオブジェクト」とも呼ばれる。プロジェクトが大きくなるにつれて、彼はさらに主張し、建物は大きくなるべきではなく、分割されるべきであるとする。したがって、たとえば、フランスのサン＝カンタン＝アン＝イヴリーヌ （1978年）にある彼の学校の未実現の計画では、学校は「ミニチュアの都市」になった。
そして各ブロックとプロット内で大きく異なる機能プログラムを提案し。彼にとって、建物の設計は常にタイプまたはテクトニクス的に正当化されるべきであり、建物の種類と体積の多様性は、この機能的な多様性を明白かつ自然な方法で反映する必要がある。要するに、すべての不必要な均一性または不必要な種類は、寸法、機能、したがって形式的な種類の隣接する建物を設計すること、および公共の道路、広場、通り、大通り、公園で構成される公共空間のネットワークを生成するような方法で回避する必要があるとした。クリエにとって、都市ブロックとそれらの間に生成された分離不可能な公共空間の調和を一度に構成することは不可欠としている。
類型的な建築を探す上で、クリエの作品は「スタイルのない建築」と呼ばれてきた。しかし、彼の建築の外観はローマ建築と非常によく似ており、ロンドン中心部、ストックホルム、テネリフェ、フロリダなど、すべてのプロジェクトに配置されていることも指摘されている 

### Krierによるマニフェストテキストの選択
これらの多くはオンラインで入手可能
- 復興の考え方
- ゾーニングの批評
- 町と国
- 巨大都市の批判
- 工業化の批判
- 都市コンポーネント
- 市内の都市–レカルティエ
- 都市の大きさ
- モダニズム批評
- 有機的組成と機械的組成
- 名前とニックネーム
- 建物と建築
- ヨーロッパの都市の再建
- アーバンクォーターとは何ですか？ フォームと法律

## 主な出版物
- ジェームス・スターリング：建物とプロジェクト1950-1974、シュトゥットガルト、ゲルト・ハジェ、1975
- Rational Architecture Rationelle 、Bruxelles、AAM Editions、1978。
- レオン・クリエ。 住宅、宮殿、都市 。Demetri Porphyriosによって編集された、Architectural Design 、54 7 / 8、1984年。
- LéonKrier Drawings 1967-1980 、Bruxelles、AAM Editions、1981。
- アルバート・シュピア、建築1932-1942 、ブリュッセル、AAMエディション、1985。ニューヨーク、Monacelli Press、2013年。
- LéonKrier：Architecture＆Urban Design 1967-1992 、London、Academy Editions、1992。
- アーキテクチャ：チョイスまたはフェイト 、ロンドン、アンドレアスパパダキスパブリッシャー、1998年。
- あなたの家を正しくする、使用および回避する建築要素 、ニューヨーク、スターリング出版、2007
- 集落の建築調整、ロンドン、王子の財団、2008
- 建築図面 、ケンブリッジ（マサチューセッツ）、MIT Press、2009年。
- コミュニティの建築 、ワシントンDC、アイランドプレス、2009年。
- LéonKrier：オンラインで入手できる選択された出版物Leon Krier-Selected Publications 。